# Хиль Хильберт, Энрике
Энрике Хиль Хильбе́рт (исп. Enrique Gil Gilbert; 8 июля 1912 — 21 февраля 1973) — эквадорский писатель

, поэт, журналист, преподаватель истории в Университете Гуаякиля, общественный деятель и высокопоставленный член Коммунистической партии Эквадора. Видный представитель реализма в литературе Эквадора. Супруг Альбы Кальдерон.

## Литературное творчество
Хиль Хильберт родился и умер в прибрежном городе Гуаякиль и был самым молодым членом «Гуаякильской группы» — одной из самых известных литературных и интеллектуальных групп Эквадора в 1930—1940 годах. Критики и историки сходятся во мнении, что она появилась с публикацией «Те, кто уходят» (Los que se van, cuentos del cholo y del motuvio, 1930) — социально-реалистического сборника 34 рассказов из жизни трудящихся прибрежных тропиков за авторством Хиля Хильберта и двух его друзей, других авторов левых взглядов, Деметрио Агилеры Мальты и Хоакина Гальегоса Лары.
Сборник отметил совершенно новый тип литературы в Эквадоре, которая до тех пор характеризовалась романтизмом и модернизмом. Кроме этой троицы, в группу входили такие авторы, как Альфредо Пареха Дьес Кансеко и Хосе де ла Куадра. В их сочинениях наблюдались вдохновленные социализмом разоблачения социально-экономической несправедливости и изъянов капитализма, а также влияние фрейдизма, гротескное видение мира, интерес к антропологии и культуре коренных народов. Гуаякильская группа считается предвестником магического реализма.
Этот писательский дебют принёс Хилю Хильберту литературную известность. Затем последовали сборники рассказов «Знойная низина» (1933) и «Рассказы Эммануэля» (1939). Его самое известное произведение — социальный роман «Наш хлеб» (Nuestro Pan, 1942) — посвящено рабочим рисовых плантаций. Книга получила почётную награду в конкурсе романов Латиноамериканской премии и была переведена на ряд языков, включая английский (1943), русский (1964), немецкий, японский и чешский.

## Коммунистическая деятельность
Хиль Хильберт был членом Коммунистической партии Эквадора с 1932 (по другим сведениям, 1936 года). Во время Второй мировой войны возглавлял антифашистский комитет в Гуаякиле. В 1944 году он отправился в Москву в качестве секретаря обкома КПЭ. Избирался депутатом Национального конгресса на 1944—1946 и 1947—1949 годы. С 1946 года член Центрального комитета Коммунистической партии Эквадора, с 1952 — член Исполкома и секретариата ЦК КПЭ. Член Всемирного Совета Мира в 1952—1968 годах. В 1960 году стал редактором партийного органа «El Pueblo» («Народ»).
За свои социалистические идеи и деятельность Хиль Хильберт неоднократно подвергался арестам и тюремному заключению. Так, при авторитарном режиме Федерико Паеса в 1935 году он потерял преподавательскую работу в школе Рокафуэрте в Гуаякиле. Хиль Хильберт провёл пятнадцать месяцев в тюрьме при правительстве военной хунты 1963 года. Его жене пришлось бежать в изгнание в Чили, а их дети скрывались в подполье. В его дом ворвались с обыском, сожгли многие из его бумаг и книг (включая законченную, но неопубликованную), а также рукописи незаконченных произведений, многие из которых были потеряны навсегда. Когда писателя выпустили из тюрьмы, у него не осталось ни дома, ни денег.

## Личная жизнь
Хиль Хильберт был женат на Альбе Кальдерон — художнице, феминистке, коммунистической революционерке, основоположнице женского движения в Эквадоре.
У Энрике Хиль Хильберта и Альбы Кальдерон было два сына: дирижёр Энрике Хиль Кальдерон и врач и бизнесмен Антонио Хиль Кальдерон.

## Произведения
Романы:
- Nuestro pan (Guayaquil, 1942).

Сборники рассказов
- Los que se van (Guayaquil, 1930)
- Yunga (Guayaquil, 1933)
- Relatos de Emanuel (Guayaquil, 1939)
- La cabeza de un niño en un tacho de basura (Guayaquil, 1967).
- Relatos de Emmanuel у cinco cuentos (Guayaquil, 1968)
  - Русский перевод — Негр Сантандер, в книге: Эквадорские рассказы (М., 1962).

Антологии
- El nuevo relato ecuatoriano (Quito, 1951)
- Antología del cuento hispanoamericano contenporáneo (1958)
- El cuento hispanoamericano (México, 1964)
- Antología del relato ecuatoriano (Quito, 1973)
- Cuento de la generación de los 30 (Guayaquil, s.f)
- Así en la tierra como en los sueños (Quito, 1991)
- Cuento contigo (Guayaquil, 1993)
- Antología básica del cuento ecuatoriano (Quito, 1998).